# Argophyllaceae
Argophyllaceae — родина кущів чи невеликих дерев, що належать до порядку Asterales. Родина включає ≈ 24 види в двох родах, Argophyllum і Corokia. Члени родини є вихідцями зі східної Австралії, Нової Зеландії, острова Лорд-Хау, Нової Каледонії та Рапа-Іті.